# Biotopo Ontaneto di Sluderno
Biotopo Ontaneto di Sluderno este o arie protejată (arie specială de conservare — SAC, sit de importanță comunitară — SCI, arie de protecție specială avifaunistică — SPA) din Italia întinsă pe o suprafață de 125 ha, integral pe uscat.

## Localizare
Centrul sitului Biotopo Ontaneto di Sluderno este situat la coordonatele 46°38′58″N 10°34′55″E / 46.6494°N 10.5819°E.

## Înființare
Situl Biotopo Ontaneto di Sluderno a fost declarat sit de importanță comunitară în septembrie 1995 pentru a proteja 19 specii de animale. Alte tipuri de protecție:
- arie de protecție specială avifaunistică (în august 2000)[2]
- arie specială de conservare (în noiembrie 2016)[1][3][4]

## Biodiversitate
Situată în ecoregiunea alpină, aria protejată conține 5 habitate naturale: Cursuri de apă de la nivel de câmpie la nivel montan, cu vegetație Ranunculion fluitantis și Callitricho-Batrachion, Liziere de ierburi înalte hidrofile de câmpie și de nivel montan până la alpin, Lacuri eutrofice naturale cu vegetație de tip Magnopotamion sau Hydrocharition, Pajiști stepice subpanonice, Păduri aluvionare cu Alnus glutinosa și Fraxinus excelsior (Alno-Padion, Alnion incanae, Salicion albae).
La baza desemnării sitului se află mai multe specii protejate:
- păsări (13): ciocârlie-de-câmp (Alauda arvensis), pescăruș albastru (Alcedo atthis), rață mare (Anas platyrhynchos), porumbel gulerat (Columba palumbus), prepeliță (Coturnix coturnix), gușă vânătă (Cyanecula svecica), găinușă de baltă (Gallinula chloropus), sfrâncioc roșiatic (Lanius collurio), viespar (Pernis apivorus), cristei de baltă (Rallus aquaticus), sitar de pădure (Scolopax rusticola), sturz-cântător (Turdus philomelos), sturz (Turdus pilaris)
- mamifere (3): liliac cârn (Barbastella barbastellus), liliacul mare cu potcoavă (Rhinolophus ferrumequinum), liliacul mic cu potcoavă (Rhinolophus hipposideros)
- pești (3): zglăvoacă (Cottus gobio), Lethenteron zanandreai, Salmo marmoratus

Pe lângă speciile protejate, pe teritoriul sitului au mai fost identificate 11 specii de plante, 9 specii de păsări, 1 specie de amfibieni, 6 specii de mamifere, 1 specie de pești, 2 specii de reptile.